# Kapela sv. Duha, Satahovci
Kapela sv. Duha (prekmursko Kapejla na poštüvanje Svétomi Dühi) stoji v kraju Satahovci v Mestni občini Murska Sobota. Stoji v središču vasi, severovzhodno od gasilskega doma. Spada pod Župnijo Murska Sobota. Ima opečno dvokapnico, pred kapelo pa je zvonik s čebulasto bakreno streho.
Vaščani so si svojo kapelo zgradili sami. Cerkvene oblasti so postavile pogoj, da bodo morali kapelo sami obnavljali in vzdrževali. Listina je bila podpisana leta 1853 in nato vklesana na pročelje oboka kapele. Oltar je obrnjen proti severu, zvonik pa proti jugu. V notranjosti kapele so slike, delo Štefana Hauka. V prezbiteriju je slika Prihoda sv. Duha. Na stropu so upodobljeni štirje evangelisti: Matej, Marko, Luka in Janez. V sami kapeli so slike sv. Antona Padovanskega, Cirila in Metoda. Na zadnji zunanji strani je Mati Marija z Jezusom v naročju. Zvon je iz leta 1918, pripeljan je bil iz madžarskega Sombotela.
Proščenje, na godovni dan zavetnika kapele - binkošti.